# 本·佐布里斯特
班傑明·湯瑪斯·“班”·佐布里斯特（Benjamin Thomas "Ben" Zobrist，1981年5月26日—）是美國職業棒球員，2009年起成為坦帕灣魔鬼魚（後改名為光芒）的主力選手，而後亦曾效力於奧克蘭運動家、堪薩斯皇家以及芝加哥小熊等隊伍，在2020年2月宣布退休。他的生涯有兩次世界大賽冠軍。

## 早年
佐布里斯特出生於美國伊利諾伊州尤里卡，從8歲開始喜愛打棒球，他和朋友在他的房子背後建了一座威浮球場。高中畢業後，並沒有職棒和大學球探看重他，他認為他的棒球生涯要結束了。“在我的腦海中沒有任何關於棒球的想法，”佐布里斯特說道，“在我最後一場高中棒球比賽結束之後，我駕車到處亂晃，只想著我的餘生和棒球無緣了。”盡管如此，他的高中教練鼓勵他參加在皮奧里亞舉行的年度棒球賽事，來展示他的才華。佐布里斯特參加了該項賽事，並最終獲得了奧立佛拿撒勒大學的青睞。在奧立佛時期，他擔任過投手、游擊手以及二壘手。大四那年他轉學到達拉斯浸會大學。

## 職棒生涯

### 坦帕灣魔鬼魚
佐布里斯特在2004年大聯盟選秀大會上被休士頓太空人第六輪選中。2006年7月12日，他被交易到魔鬼魚。2006年8月1日，佐布里斯特完成了大聯盟初登場。
佐布里斯特在魔鬼魚隊的前兩個賽季打擊方面始終不太理想，2007年的打擊率甚至只有1成55。之後他遇到了一位打擊教練，那位教練給了他很大的幫助。安卓魯‧佛里曼（Andrew Friedman，時任光芒執行副總裁）對此表示，佐布里斯特「找到了自己的長打能力」。佐布里斯特在2008年有了很大的提升。雖然多數作為替補游擊手出場，但整個賽季有12支全壘打的表現。守備方面，他起初是專職游擊手，但在2008年開始轉型為多守位工具人。在世界大賽第三場面對費城費城人的比賽中，9局下半為了守住一人出局滿壘的局面，佐布里斯特甚至充當了第五內野手。
2009年開季初期佐布里斯特主要作為右外野手出場，在岩村明憲受傷後他成為球隊的主力二壘手。這個賽季是他的生涯年，球季通算共27支全壘打，五成43的長打率名列美聯前茅。他也因此第一次入選了全明星賽。美國棒球作家協會評選他為光芒隊年度MVP。
2010年4月23日，球季剛剛開始不久，佐布里斯特與光芒球團達成了三年的延長合約。這筆合約的價值據信達30,000,000美金，並附有2014、2015年的球隊選擇權。2011年4月28日，他以個人八分打點打破了光芒隊史紀錄。
2014年9月10日，佐布里斯特在客場的洋基球場達到生涯第1,000支安打
。

### 奧克蘭運動家
2015年1月10日，佐布里斯特被交易至奧克蘭，在4月25日的球季首戰，他在第一個打席就打出了全壘打。之後的兩個月，他因為膝蓋手術而暫時休戰，然而因運動家的戰績並不理想，他在7月28日再次被交易。

### 堪薩斯皇家
佐布里斯特在堪薩斯的時間不長，但他在有限的59場比賽中繳出二成84打擊率的成績，加上其多功能的防守能力，最終幫助皇家在美國聯盟中央區稱霸。在接下來的美國聯盟系列賽當中，佐布里斯特場場先發，幫助球隊成功挺進聯盟冠軍戰，進而贏得世界大賽，使皇家獲得隊史第2座總冠軍。他在這年季後賽的守備位置固定在二壘，打擊棒次也固定在第二棒，他的打擊率則是較下半賽季更為出色的三成03。

### 芝加哥小熊
2015年12月8日，佐布里斯特與小熊隊達成四年56,000,000美元的合約協議，並且與喬·梅登再續前緣。不但以防守工具人的身分參與防守，其豐富的經驗也正是年輕的小熊核心最需要的。在小熊隊的第一年，佐布里斯特的賽季打擊三圍是二成72／三成86／四成46，其1.17的三振保送比更領先了整個大聯盟。
2016年的世界大賽第七戰，佐布里斯特在十局上半打下了超前分，帶領小熊隊奪得睽違108年的世界大賽冠軍。賽後，他獲得世界大賽最有價值球員獎的肯定。佐布里斯特是第七位能夠連續兩年幫助不同球隊拿下世界大賽冠軍的大聯盟球員。

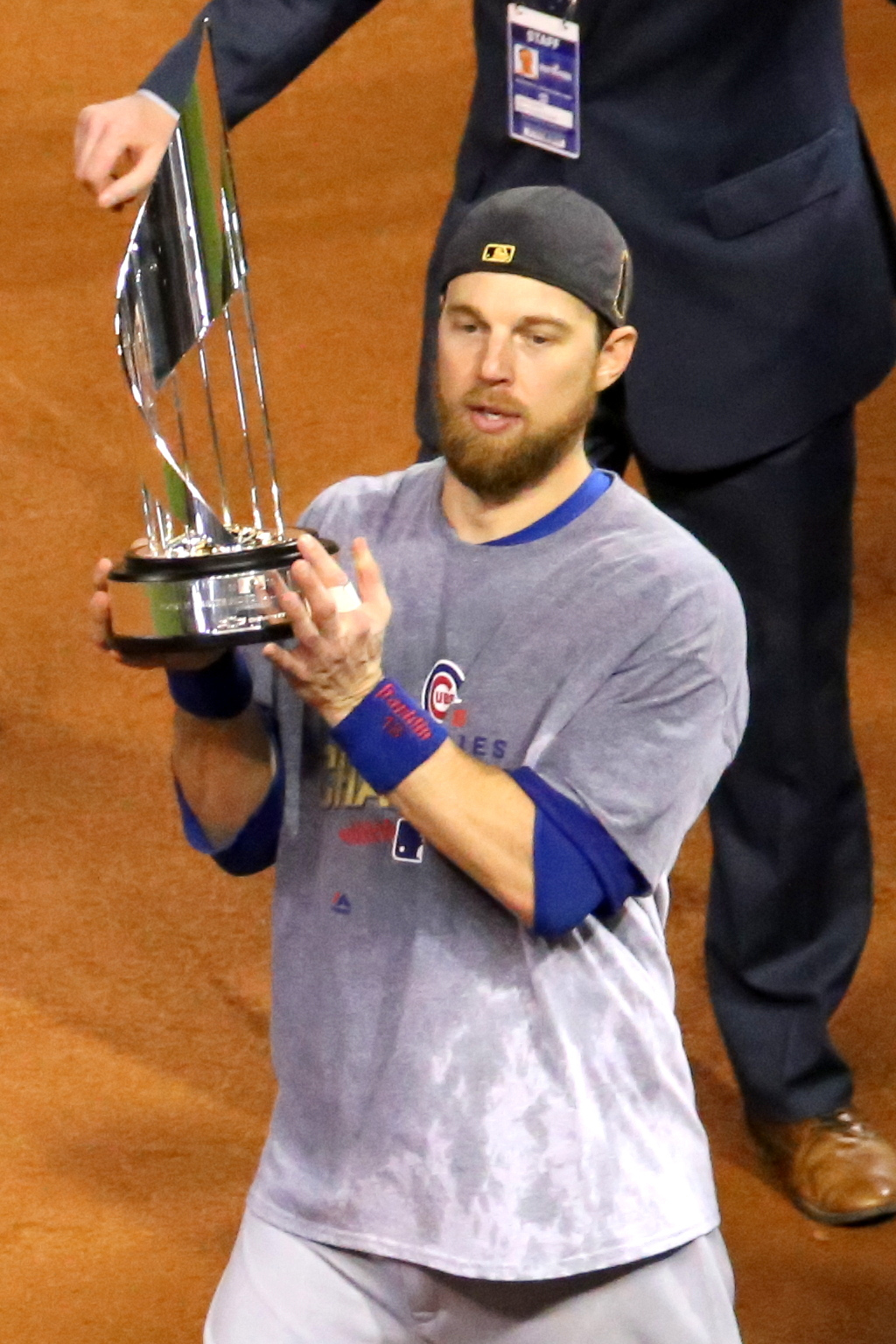
2016年世界大賽，獲得世界大賽最有價值球員獎。

2017年球季，卅六歲的佐布里斯特保持健康，出賽了159場，球季僅3次的守備失誤使他入選了二壘金手套的最終名單。翌年球季，他則是以三成05的打擊率刷新了個人單季紀錄，他在2018年8月14日被驅逐出場，這是他生涯首次。
2019年9月29日，佐布里斯特在球季的最後一場比賽登上投手丘，三振了強打捕手雅迪尔·莫里纳。

### 退休
2020年2月，喬‧海曼（Jon Heyman）報導了佐布里斯特即將退休的消息，並在3月6日獲得本人的證實。佐布里斯特並表示，他對於以非球員的身分重新加入小熊「抱持開放的態度」。

## 評價
佐布里斯特是一名左右開弓的打者，他的打擊能力在平均之上，打擊的型態屬於安打型打者，選球能力亦相當好，因此附帶不錯的被保送率以及上壘率。
守備方面，生涯有大約一半的局數擔任二壘手，其次則是游擊、外野。進階守備數據UZR顯示佐布里斯特在二壘、右外野的守備表現較為優異，游擊區的部分則略遜於平均。佐布里斯特曾經打過除捕手外所有的位置，又有不錯的跑動速度，加上水準之上的攻擊能力，因此被稱為「超級工具人」。

## 個人生活
佐布里斯特的妻子朱莉安娜是一位基督歌手，他們住在田納西州。他們擁有一個兒子，在2009年2月1日出生。
佐布里斯特常常談論他的基督信仰，上帝是如何幫助他，使他認識到他會以棒球作為他的職業。他常常在接受採訪時說道他整個棒球生涯是如何受到祝福。他和同樣是基督徒的隊友蓋比·格羅斯討論過如何組織隊友學習聖經。
佐布里斯特曾經還是冠軍美國基督營的顧問。2008年整個賽季和2009年的開季階段佐布里斯特使用基督Rap作曲家TobyMac的歌“Ignition”作為他的入場音樂，他現在使用的入場音樂是他妻子寫的。

### 軼事
他有一個昵稱叫“佐里拉”（Zorilla），是芝加哥小熊總教練喬·梅登給他取的。

## 外部連結
- 球員資訊和成績在MLB ，ESPN ，Retrosheet ，Baseball Reference ，Baseball Reference (Minors) ，Fangraphs ，The Baseball Cube （英文）